# Kaesz Gyula

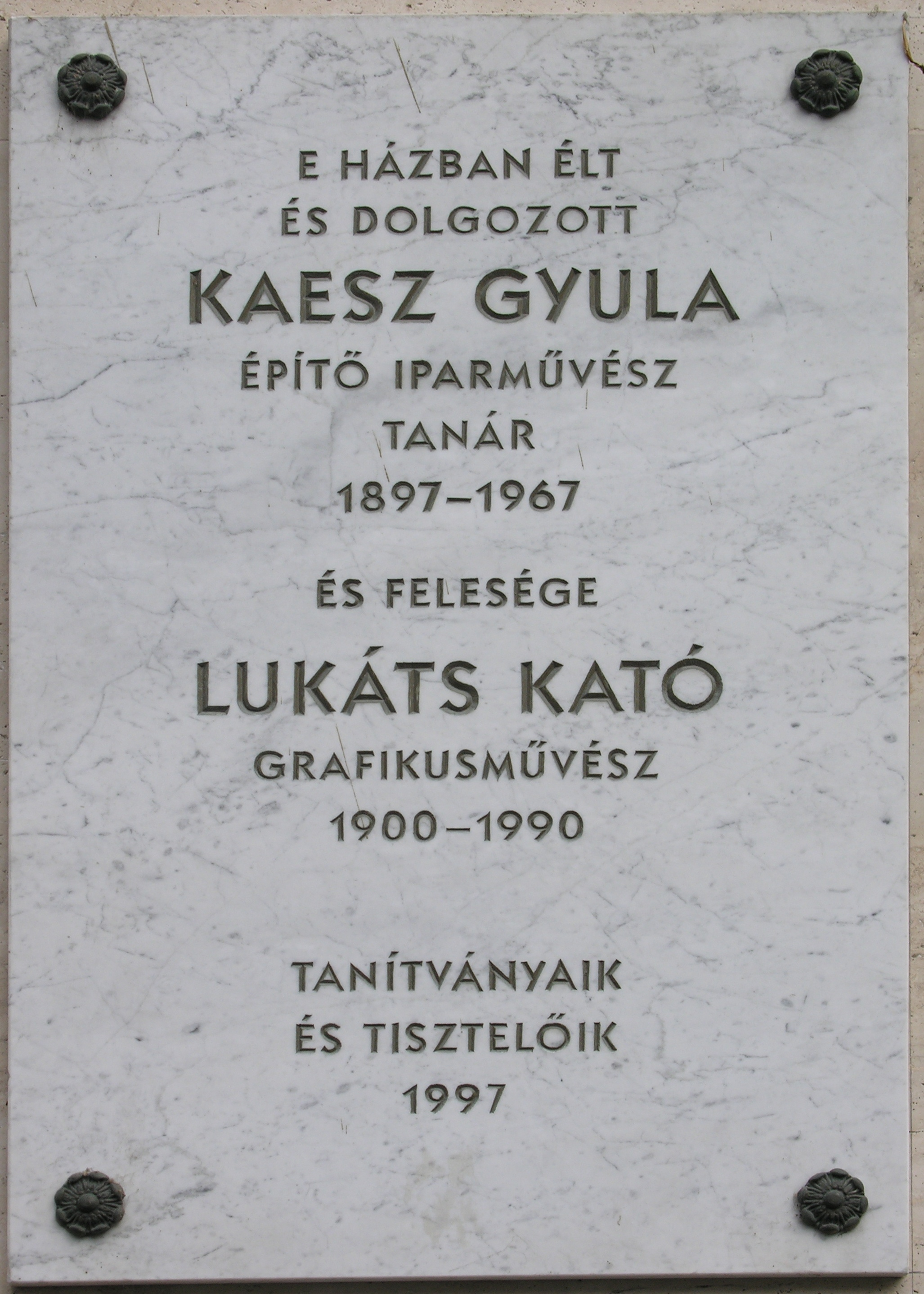
Kaesz Gyula emléktáblája egykori lakhelyén, a Petőfi tér 3-5. szám alatt

Kaesz Gyula (nevének kiejtése: kész) (Budapest, 1897. július 13. – Budapest, 1967. május 12.) magyar építész, belsőépítész, bútortervező, grafikus, főiskolai tanár, az Iparművészeti Főiskola rektora. Felesége Lukáts Kató grafikusművész volt.

## Életpályája
Szülei Kaesz József asztalossegéd és Hornyák Katalin (1866–1904) vasalónő voltak. A budapesti Iparművészeti Iskolában tanult. Fiatal korában több országos pályázaton nyert első díjat (a debreceni krematórium építése, a szombathelyi temető, Győr város új városrendezése).
1919-től 1952-ig az Iparművészeti Iskola (később: Főiskola) tanára, majd 1952 és 1958 között az Iparművészeti Főiskola igazgatója volt. Ő hozta létre az ipari formatervezési tanszéket.
Szerkesztői tevékenysége is jelentős: A Bútor című szakfolyóirat szerkesztője volt 1935 és 1938 között. Részt vett az Új Építészet és a Tér és Forma szerkesztésében is.
Több kiállítást és kiállítási pavilont tervezett. Az Akadémiai Kiadó Művészeti lexikonának (1966) munkatársa volt.
1925. december 24-én házasságot kötött Lukáts József és Varsányi Jolán lányával, Katalinnal.

## Emlékezete
Feleségével közös emléktáblája őrzi munkássága emlékét Budapest V. kerület, Petőfi tér 3-5. szám alatti volt lakóhelyük falán, míg a farkasréti temető [60/4-1-59] számú urnaparcellájában közös nyughelyüket is ekként jelzik.

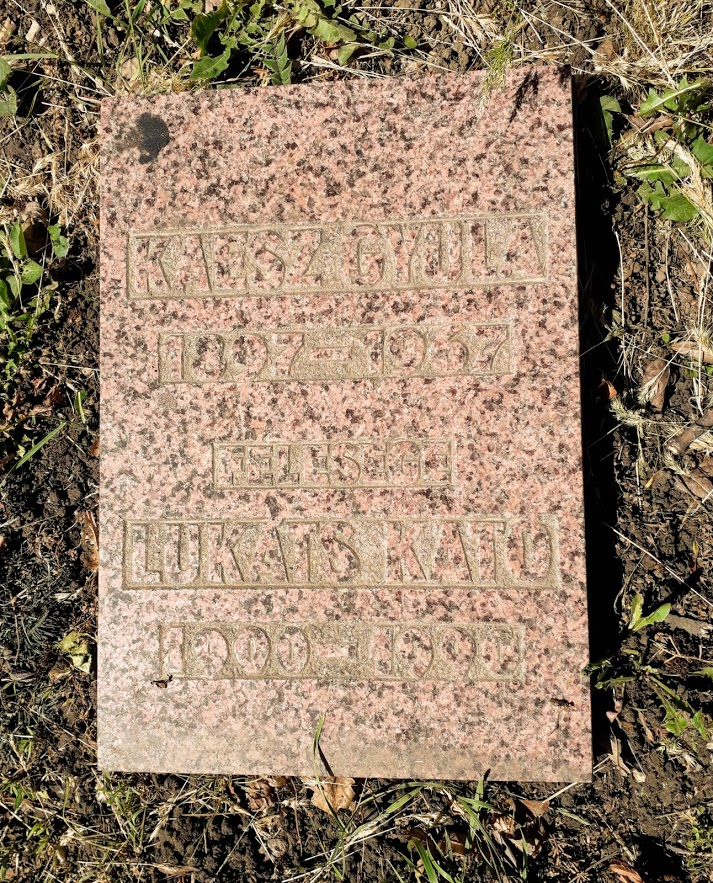
Kaesz Gyula és felesége Lukács Kató közös urnasírhelyének díszes márvány fedlapja

## Díjai, elismerései
- A milánói Triennálén az Olasz korona rend lovagkeresztje (1933)
- Grand Premio d’Orone a milánói Triennálé levezetéséért (1936)
- 1948 – Magyar Munka Érdemérem bronz fokozata és a köztársasági elnök elismerő oklevele
- 1950 – Munkácsy-díj
- 1953 – a Felsőoktatás Kiváló Dolgozója
- 1954 – Magyar Munka Érdemrend aranyfokozata
- Kossuth-díj (1956)
- Érdemes művész (1965)

## Főbb művei
- Ismerjük meg a bútorstílusokat (Budapest, 1962, 1999, majd Háttér Kiadó, 2009 ISBN 9789639365803)
- Kaesz Gyula–Oláh György: Bútoráruismeret a kereskedelmi tanulóisk. számára; Közgazdasági. és Jogi, Bp., 1963
- Kaesz; vál., szerk. Maracskó Gabriella, Váradiné Kopré Judit, Csornai-Kovács Géza; Kaesz Gyula Szakközépiskola és Szakmunkásképző Iskola, Bp., 1997

## Művei

### Belsőépítészként
- Chmura optika üzlet, Budapest, V. Ferenciek tere 2. 1930
- Flóris cukrászda, Budapest, V. Vörösmarty tér 1. 1931
- Milánói Triennálé magyar pavilonja, (Borbiró Virgillel) 1933
- Milánói Triennálé magyar pavilonja, 1936
- A párizsi világkiállítás magyar pavilonja, 1937
- Koestlin cukorkabolt, Budapest, V. Nyugati tér 6. 1939
- Közlekedési Kiállítás, 1947
- Üzlethelyiség, Budapest, V. Kristóf-tér 2. 1955-56

### Építészként
- Lengyel Béla családi háza, Budapest, XII. Hegyalja út 91. 1934
- Faragó Miklós családi háza, Budapest, II. Széher út 50. (lebontva) 1936
- Wiener Arthur családi háza, Budapest, Pestlőrinc, Gyöngyvirág utca 36-38. 1937-38.
- Felvidéki Kereskedelmi Bank, Kassa, Fő utca 12. 1939-40
- Nemzeti Takarékpénztár, Budapest, V. Károly körút 20. 1939-40
- Takarék és Hitelegylet Szövetkezet. Székesfehérvár, Kossuth utca 3. 1942
- Pesti Magyar Kereskedelmi Bank győri fiókja

## Híres diákjai
- Francis Haar